# كانينس
كانينس (باللاتينية: Canens) هي حورية وإلهة وتعتبر تجسيد للغناء في الميثولوجيا الرومانية. هي ابنة كل من يانوس و فينيليا إلهة الرياح. كانت متزوجة من بيكوس وابن واحد هو فاونس. تذكر الأسطورة أنها قامت بتحويل زوجها إلى طائر نقار الخشب بعد أن خانها مع كيركي، بعد ذلك أصبحت تغني لسبعة أيام وهي تبحث عن زوج إلى أن ماتت.